# Джугало Володимир Федорович
Володимир Федорович Джугало (нар. 1919, село Лучиці, тепер Сокальського району Львівської області — 17 червня 1985, місто Львів) — український радянський діяч, 1-й секретар Сокальського районного комітету КПУ Львівської області, секретар Львівського обкому КПУ, 1-й заступник та заступник голови виконавчого комітету Львівської обласної ради депутатів трудящих.

## Біографія
Народився в бідній селянській родині. Трудову діяльність розпочав із сімнадцятирічного віку.
З 1940 року — в Червоній армії. Учасник німецько-радянської війни з 1942 року. Служив розвідником—старшим спостерігачем, командиром відділення розвідки 1-ї батареї 125-ї окремої гаубичної артилерійської бригади великої потужності Резерву головного командування Північнокавказького фронту, командиром обчислювального відділення 32-ї гвардійської гаубичної артилерійської бригади великої потужності Резерву головного командування.
Член ВКП(б).
Після демобілізації — заступник голови, голова виконавчого комітету Сокальської районної ради депутатів трудящих Львівської області.
У 1949 році закінчив Вищу партійну школу при ЦК КП(б)У в місті Києві.
У 1949—1954 роках — 2-й секретар, 1-й секретар Сокальського районного комітету КПУ Львівської області.
17 лютого 1954 — 8 червня 1959 року — секретар Львівського обласного комітету КПУ.
17 червня 1959 — 12 червня 1962 року — 1-й заступник голови виконавчого комітету Львівської обласної ради депутатів трудящих.
12 червня 1962 — 12 січня 1963 року — заступник голови виконавчого комітету Львівської обласної ради депутатів трудящих. 12 січня 1963 — 17 грудня 1964 року — заступник голови виконавчого комітету Львівської промислової обласної ради депутатів трудящих. 17 грудня 1964 — 22 червня 1971 року — заступник голови виконавчого комітету Львівської обласної ради депутатів трудящих.
У 1971—1975 роках — заступник голови Львівської обласної спілки споживчої кооперації.
У 1975—1980 роках — начальник управління Львівського обласного виконавчого комітету по заготівлях і постачанню паливом населення, комунально-побутових підприємств і установ.
З 1980 року — персональний пенсіонер союзного значення в місті Львові. Помер після важкої тривалої хвороби.

## Нагороди
- орден Трудового Червоного Прапора
- орден «Знак Пошани»
- орден Вітчизняної війни ІІ ст. (6.04.1985)
- медаль «За бойові заслуги» (29.08.1943)
- медаль «За відвагу» (30.10.1943)
- медаль «За оборону Кавказу» (26.05.1945)
- медалі